# Császár András
Császár András (1998. november 29.-) magyar színész, szinkronszínész.

## Munkássága

### Filmográfia

#### Filmek
| Év   | Cím                                    | Szereplő                | Színész                         |
| ---- | -------------------------------------- | ----------------------- | ------------------------------- |
| 2010 | Narnia Krónikái: A Hajnalvándor útja   | Eustace Clarence Scrubb | Will Poulter                    |
| 2010 | Piranha 3D                             | Zane Forester           | Sage Ryan                       |
| 2010 | Toy Story 3.                           | Kisfiú dinoszaurusszal  |                                 |
| 2011 | Zöld darázs                            | Britt Reid fiatalon     |                                 |
| 2011 | A bébisintér                           | Rodrigo                 | Kevin Hernandez Joshua Erenberg |
| 2011 | Micimackó                              | Róbert Gida             | Jack Boutler                    |
| 2011 | Mr. Popper pingvinjei                  | Billy                   | Maxwell Perry Cotton            |
| 2012 | A szellemlovas 2 – A bosszú ereje      | Danny                   | Fergus Riordan                  |
| 2012 | Az öt legenda                          | Monty                   | Jacob Bertrand                  |
| 2012 | Élet a birtokon                        | Donald Burns            | Stewart Forrest                 |
| 2012 | ParaNorman                             | Neil                    | Tucker Albrizzi                 |
| 2012 | 40 és annyi                            | Joseph                  | Ryan Lee                        |
| 2012 | Madea néni, avagy a tanú védtelen      | Howie                   | Devan Leos                      |
| 2012 | A titánok haragja                      | Héliosz                 | John Bell                       |
| 2013 | Az újabb gombháború                    | Okos fiú                | Harold Werner                   |
| 2013 | 47 Ronin                               | Kai fiatalon            | Daniel Barber                   |
| 2013 | A magányos lovas                       | Will                    | Mason Cook                      |
| 2013 | Percy Jackson: Szörnyek tengere        | Grover gyerekkorában    | Bjorn Yearwood                  |
| 2014 | Az útvesztő (film)                     | Chuck                   | Blake Cooper                    |
| 2014 | Bébé rosszcsontjai                     | Richie                  | Jack Lynch                      |
| 2014 | A Brady család (2. magyar változat)    | Peter Brady             | Paul Sutera                     |
| 2014 | Hokipalánta                            | Gonzalo                 | Joseph Bustamante               |
| 2014 | Lókötők listája                        | Kisfiú                  |                                 |
| 2014 | Zombi tábor                            | Zsenibár                | Zane Davis                      |
| 2014 | Csillagainkban a hiba                  | PJ                      | Pj Rossotto                     |
| 2014 | Demóna                                 | Lipót gyerekként        | Michael Higgins                 |
| 2014 | Mercy                                  | Ingiss                  | Conrad Bluth                    |
| 2014 | Mockingbird                            | Jacob Henry             | Spencer List                    |
| 2014 | Rendíthetetlen                         | Louie fiatalon          | C.J. Valleroy                   |
| 2014 | Sráckor                                | Tony                    | Jordan Howard                   |
| 2014 | Az útvesztő                            | Chuck                   | Blake Cooper                    |
| 2014 | Violetta - A koncert                   | Federico                | Ruggero Pasquarelli             |
| 2015 | Agymanók                               | Jordan                  |                                 |
| 2015 | Guin és a sárkány                      | Morgan                  | Kayci Hamill                    |
| 2015 | Tetves porontyok                       | Dink                    | Miles Elliot                    |
| 2015 | Szerelem, süti és Rock'n roll          |                         | Matti Duhra                     |
| 2015 | Talpalatnyi zene                       | Tom                     | Nicholas Galitzine              |
| 2015 | Sánta kutya                            | Kyle                    | Harrison Houde                  |
| 2015 | Kővé válva                             | Fiú                     | Benjamin Blokhuis               |
| 2015 | Öngyilkos szüzek (2. magyar változat)  | Chase Buell             | Anthony DeSimone                |
| 2015 | Hajrá, Eddy!                           | Wim                     | Julian Borsani                  |
| 2015 | Kitalált világ                         | Alex                    | Billy Holland                   |
| 2015 | Ördöglakat                             | Jason Baldwin           | Seth Meriwether                 |
| 2015 | Kaguya hercegnő története              | Sutemaru gyerekkorában  |                                 |
| 2015 | Különc kalandorok (2. magyar változat) | Bryce                   | William J. Harrison             |
| 2016 | Rufus                                  | Manny Garcia            | Davis Cleveland                 |
| 2016 | Szenilla nyomában                      | Csirkehal               | Katherine Ringgold              |
| 2016 | Zootropolis – Állati nagy balhé        | Gonoszkodó cserkész     | [[]]                            |

#### Sorozatok
| Év   | Cím                                               | Szereplő          | Színész             |
| ---- | ------------------------------------------------- | ----------------- | ------------------- |
| 1997 | Caillou (későbbi évadok)                          | Caillou           | Annie Bovaird       |
| 2007 | Vipo, a repülő kutya kalandjai (2. évad)          | Vipo              |                     |
| 2009 | Gormiti                                           | Toby Tripp        | Sam Riegel          |
| 2010 | Ütős hatos                                        | ?                 |                     |
| 2010 | Indul a risza!                                    | Flynn Jones       | Davis Cleveland     |
| 2010 | Mindörökké szerelem                               | Fiatal Camilo     | Angel Mar           |
| 2011 | Gumball csodálatos világa                         | Gumball Watterson | Logan Grove         |
| 2011 | Harcra fel!                                       | Milton            | Dylan Riley Snyder  |
| 2012 | Modern család (RTL 2-es szinkron)                 | Luke Dunphy       | Nolan Gould         |
| 2013 | Szuperdokik                                       | Gus               | Augie Isaac         |
| 2013 | Violetta                                          | Federico          | Ruggero Pasquarelli |
| 2014 | Dinofroz                                          | Tom               | Alessio Ward        |
| 2015 | Sonic Boom                                        | Farki             | Colleen Villard     |
| 2016 | Pizsihősök                                        | Sötét nindzsa     | Trek Buccino        |
| 2016 | ALVINNN!!! és a mókusok (Nickelodeon-os szinkron) | Kevin             | Michael Bagdasarian |
| 2016 | 100 dolog a gimi előtt                            | Fenwick Frazier   | Jaheem King Toombs  |
| 2016 | Liv és Maddie (3. évad 7. résztől)                | Joey Rooney       | Joey Bragg          |
| 2016 | Soy Luna                                          | Matteo Balsano    | Ruggero Pasquarelli |